# Firuz Shah Tughluq

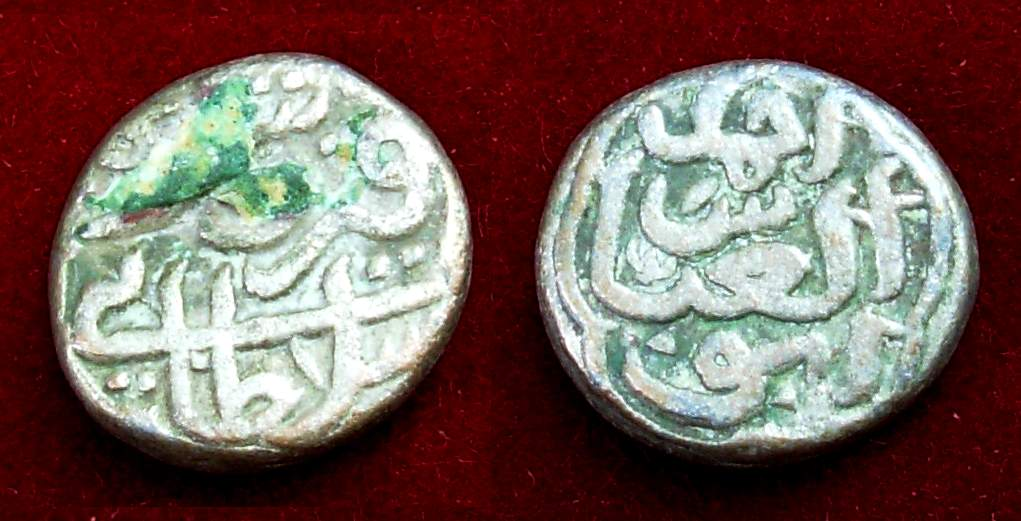
Zilveren munt van Firuz Shah Tughluq.

Firuz Shah Tughluq (Perzisch: فیروز شاہ تغلق; onbekend, 1309 - Delhi, 20 september 1388) was sultan van Delhi van 1351 tot 1388. Hij behoorde tot de Tughluqdynastie en was de opvolger van zijn neef Muhammad Tughluq. 
In tegenstelling tot zijn voorganger voerde Firuz Shah Tughluq geen agressieve veroveringsoorlogen. Tijdens zijn regering werden gebieden aan de randen van het sultanaat, zoals Bengalen, na opstanden vrijwel onafhankelijk. Hij bestuurde daardoor een veel kleiner rijk, maar concentreerde zich op het centrale gebied in de Indus-Gangesvlakte. Militair gezien liet hij zaken grotendeels over aan zijn vizier, Malik Maqbul.
Firuz Shah liet een nieuwe hoofdstad bouwen in Feroz Shah Kotla vlak ten zuiden van Delhi. Hij liet door zijn hele rijk scholen, wegen en rustplaatsen bouwen. Hij hield de Perzische elite en de oelama te vriend door ze land en geld te geven. Ook voerde hij delen van de sharia in, de islamitische wetgeving. Anders dan Muhammad Tughluq, zijn voorganger, probeerde Firuz Shah zijn voornamelijk hindoeïstische onderdanen te overtuigen zich tot de islam te bekeren.
Na Firuz Shahs dood in 1388 brak een strijd om de troon uit onder zijn nakomelingen. Zijn directe opvolger, Ghiyasuddin Tughluq II, werd vijf maanden na Firuz Shahs dood vermoord.